# Diexis uvarovi
Diexis uvarovi är en insektsart som beskrevs av Yu S. Tarbinsky 1932. Diexis uvarovi ingår i släktet Diexis och familjen gräshoppor. Inga underarter finns listade i Catalogue of Life.